# Смугі (Велюнський повіт)
Смугі (пол. Smugi) — село в Польщі, у гміні Скомлін Велюнського повіту Лодзинського воєводства.
У 1975-1998 роках село належало до Серадзького воєводства.